# Elizabeth Povinelli
Elizabeth Povinelli (3 de fevereiro de 1962) é uma antropóloga estadunidense, diretora do Instituto de Pesquisa sobre Mulheres e Gênero e co-diretora do Centro de Estudos de Direito e Cultura. Professora de Antropologia da Australian Academy of the Humanities e de Estudos de Gênero da Universidade Columbia.
A pesquisa de Povinelli concentra-se no desenvolvimento de uma teoria crítica do liberalismo tardio, que apoiaria uma antropologia do outro (anthropology of the otherwise), animada pelo envolvimento com o pragmatismo e a crítica imanente.

## Carreira acadêmica
O trabalho de Povinelli concentra-se no desenvolvimento de uma teoria crítica do liberalismo tardio que apoiaria uma antropologia do outro. Essa tarefa crítica é animada por um envolvimento crítico com as tradições do pragmatismo americano e da crítica imanente continental, fundamentada na circulação de valores, materialidades e socialidades dentro dos liberalismos dos colonos. Seus dois primeiros livros examinaram a governança do que de outra forma seria nas colônias de colonos liberais tardios a partir da perspectiva da política de reconhecimento. Em particular, concentraram-se nos impasses dentro dos sistemas liberais de direito e valor à medida que se encontram com os mundos indígenas australianos locais, e no efeito desses impasses no desenvolvimento da cultura jurídica e pública na Austrália. Seus dois segundos livros, The Empire of Love: Toward a Theory of Intimacy, Genealogy, and Carnality e Economies of Abandonment: Social Belonging and Endurance in Late Liberalism, examinam as formações do antropoceno liberal tardio a partir da perspectiva da intimidade, corporificação e narrativa forma. Seus livros, Geontologies, Between Gaia and Ground e The Inheritance exploram a governança da existência, a identidade política e o problema do ancestral. Geontologies receberam o Prêmio Lionel Trilling 2017.
Ela recebeu o Prêmio do Programa Transatlântico Alemão e foi bolsista da Academia Americana de Berlim no outono de 2011. Em 2018 foi eleita bolsista correspondente da Academia Australiana de Humanidades.

## Produções cinematográficas
Povinelli é um dos membros fundadores do Karrabing Film Collective. O grupo produziu oito filmes de destaque, incluindo Karrabing, Low Tide Turning, que foram selecionados para o Festival Internacional de Cinema de Berlim de 2012 na competição de curtas. When the Dogs Talked e Windjarrameru, The Stealing C*nt$ estrearam no Festival Internacional de Cinema de Melbourne de 2015. Povinelli e a Karrabing Indigenous Corporation receberam o prêmio MIFF 2015 Cinema Nova de Melhor Curta-Metragem de Ficção por When the Dogs Talked. O Karrabing Film Collective recebeu o Prêmio Visível de 2015. Seu corpus de trabalho recebeu o Eye Prize do Eye Filmmuseum, Amsterdã, em 2021.
As obras de arte individuais de Povinelli foram exibidas em várias galerias, incluindo a Galeria Prometeo, Milão, galeria ar/ge, Bolzano, a Bienal Gherdëina e MADRE, Nápoles. Seu filme, The Inheritance, feito com Thomas Bartlett, estreou com Taxispalais, Innsbruck. Uma série de seus desenhos reimaginando a pré-história como uma série de sedimentações coloniais fez parte da reabertura do Museo delle Civiltà, Roma, em 2022.
Povinelli também apareceu no documentário Apparition of the Eternal Church (2006), dirigido por Paul Festa, sobre a obra de órgão do compositor francês Olivier Messiaen.

## Obras
- "Horizons and Frontiers, Late Liberal Territoriality, and Toxic Habitats",  e-flux, Journal #90, Abril de 2018.
- "Mother Earth: Public Sphere, Biosphere, Colonial Sphere", e-flux, Journal #92, Junho de 2018.
- Geontologies: A Requiem to Late Liberalism, Duke University Press. Duke University Press, 2016.
- Economies of Abandonment: Social Belonging and Endurance in Late Liberalism. Duke University Press. Duke University Press, 2011.
- "Interview with Elizabeth Povinelli by Kim Turcot DiFruscia, Alterites Femmes, 7.1: 88-98.
- "Digital Futures." Vectors Journal of Culture and Technology in a Dynamic Vernacular, 3.2.2009.
- The Empire of Love: Toward a Theory of Intimacy, Genealogy, and Carnality. A Public Planet Book. Duke University Press, 2006.
- "Technologies of Public Form: Circulation, Transfiguration, Recognition." In Technologies of Public Persuasion, Dilip Parameshwar Gaonkar and Elizabeth A. Povinelli, eds. 15(3): 385-397, 2003.
- The Cunning of Recognition: Indigenous Alterities and the Making of Australian Multiculturalism. Durham: Duke University Press, 2002.
- "Radical Worlds: The Anthropology of Incommensurability and Inconceivability." Annual Review of Anthropology. Volume 30: 319-34, 2001.
- Labor's Lot: The Power, History and Culture of Aboriginal Action. Chicago: The University of Chicago Press, 1994.